# تنریو، شیزوئوکا
تنریو، شیزوئوکا (به لاتین: Tenryū, Shizuoka) یک منطقهٔ مسکونی در ژاپن است که در ناحیه چوبو واقع شده‌است. تنریو ۲۲٬۶۴۳ نفر جمعیت دارد.